# Ctimene fidonioides
Ctimene fidonioides är en fjärilsart som beskrevs av Walker 1864. Ctimene fidonioides ingår i släktet Ctimene och familjen mätare. Inga underarter finns listade i Catalogue of Life.